# Шиллинг, Эрна
Эрна Шиллинг (нем. Erna Schilling; 1884, Берлин, Германия — 2 октября 1945, Давос, Швейцария) — натурщица и гражданская жена Эрнста Кирхнера. Была его постоянной спутницей и моделью с 1912 года вплоть до смерти художника в 1938 году. Изображена на ряде портретов и автопортретов работы Кирхнера.

## Биография
Эрна Шиллинг родилась в 1884 году в Берлине. Её отец работал корректором в издательстве; о матери ничего не известно. В возрасте 18 лет Эрна, из-за сложных отношений с мачехой, ушла из дома вместе со старшей сестрой Гердой. Поскольку Кирхнер не раз изображал её в костюме танцовщицы, обычно считается, что она была танцовщицей в кабаре, как и Герда Шиллинг, однако сама Эрна утверждала, что работала лаборанткой.
Точное время и обстоятельства знакомства Эрны с Эрнстом Кирхнером неизвестны. Художник переехал из Дрездена в Берлин в 1911 году и, вероятно, познакомился с сёстрами Шиллинг вскоре после этого, так как в уже 1912 году они сопровождали его в поездке на остров Фемарн, где позировали обнажёнными. С тех пор Эрна стала постоянной спутницей и любимой моделью Кирхнера. Позднее художник писал о ней и о Герде: «Прекрасные, архитектурные, аскетические тела этих девушек… сформировали моё чувство прекрасного в изображении красивой женщины нашего времени». По контрасту с идеалом 1910-х годов — нежной, женственной красавицы — он создал образ энергичной, худощавой, целеустремлённой горожанки.
Поселившись в квартире Кирхнера, Эрна украсила её вышивками по своим и его эскизам. Художник познакомил её с другими членами группы «Die Brücke». В 1915 году Кирхнер отправился добровольцем на фронт, но вскоре с ним случился нервный срыв и он был вынужден лечиться в психиатрической клинике. В этот период Эрна взяла на себя продажу его картин и организацию выставок. В 1918 году, поскольку художник страдал от временного паралича, Эрна получила разрешение подписывать его работы. Она также ездила к Кирхнеру, который с 1917 года жил преимущественно в Швейцарии, в Давосе. В 1921 году она присоединилась к нему, а в 1937 году приняла швейцарское гражданство.

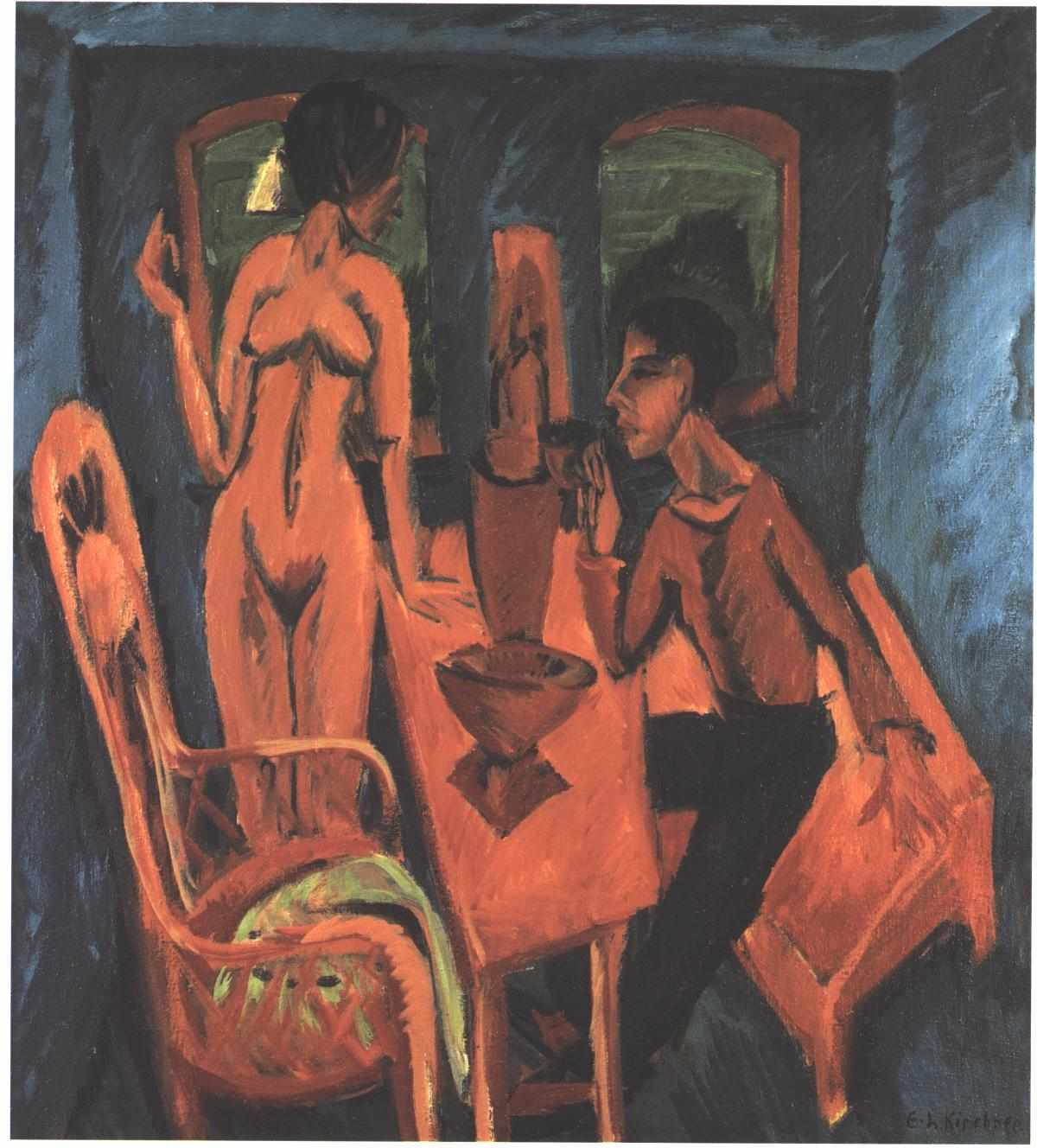
Эрнст Кирхнер. Комната в башне. Автопортрет с Эрной. 1913

На протяжении их совместной жизни Эрнст Кирхнер многократно писал портреты Эрны. Наиболее известным является портрет 1913 года, называемый также «Больная женщина» или «Дама в шляпе». Эрна изображена на ряде автопортретов Кирхнера, включая такие, как «Комната в башне. Автопортрет с Эрной» (1913), «Автопортрет с Эрной» (1930—1932) и «Пара. Автопортрет с Эрной» (1934). Вероятно, обнажённая фигура на заднем плане знаменитого «Автопортрета в солдатской форме» также представляет Эрну. Помимо картин, Кирхнер создал две деревянные скульптуры Эрны: в 1913 и в 1936 году.
В мае 1938 года, в период глубочайшей депрессии, Кирхнер сделал Эрне предложение и даже начал оформлять необходимые документы. Однако его психическое состояние ухудшалось, и в ночь с 14 на 15 июня он предложил Эрне совершить совместное самоубийство. Утром 15 июня он ушёл из дома с револьвером, а обеспокоенная Эрна отправилась к соседям, чтобы с их телефона позвонить лечащему врачу художника. Кирхнер, вероятно, заметив её, пришёл туда же. После короткого разговора с Эрной, при находившейся в помещении свидетельнице, он покинул дом и застрелился за углом. После смерти Кирхнера Эрна Шиллинг получила право носить его фамилию, хотя их брак так и не был оформлен официально. Она умерла в Швейцарии, в Давосе, 2 октября 1945 года.